# Wilhelm Hahnemann
Wilhelm „Willy“ Hahnemann (* 14. April 1914 in Wien; † 23. August 1991 ebenda) war ein österreichischer Fußballspieler und -trainer.
Als Verbinder wurde er mit Admira Wien und Wacker Wien insgesamt sechsmal österreichischer Meister und zählt mit 230 Toren zu den besten Schützen der Liga. Als Trainer gewann er mit dem Grasshopper Club Zürich die Schweizer Meisterschaft.

## Karriere

### Erfolgreicher Verbinder bei Admira und Wacker
Willy Hahenmann begann seine Fußballerkarriere beim SR Donaufeld, von dem er 1931 in die I. Liga zum SK Admira Wien kam. Er konnte sich hier rasch als Linksverbinder etablieren und machte sich auch im Schatten des berühmten Jedleseer linken Flügel Schall-Vogl rasch einen Namen. In der Saison 1935/36 konnte er sogar österreichischer Schützenkönig werden. Willy Hahnemanns Partner als Rechtsaußen bei der Admira hieß in dieser Zeit Leopold Vogl. Er selbst galt als umsichtiger, schusskräftiger Stürmer mit gutem Kopfballspiel und technischer Beschlagenheit. In der Zeit bis 1939 konnte der Zigeuner, wie er auf Grund seines Teints gerufen wurde, allein fünf österreichische Meisterschaften mit den Botanikern sammeln sowie zweimal den ÖFB-Cup gewinnen. Beim berühmten 8:0-Sieg über Rapid im Cupfinale 1934 trat er als dreifacher Torschützen in Erscheinung. Krönender Höhepunkt Hahnemanns Admirakarriere war jedoch der Einzug in das Finale 1934 des Mitropacups, wo er auch zwei Tore gegen Neapel sowie Treffer gegen Sparta und Juventus beisteuerte.
Nachdem sich Willy Hahnemann auch international beim Verein beweisen konnte, gab er am 12. Mai 1935 gegen Polen sein Debüt in der Nationalmannschaft und schoss beim 5:2 auch ein Tor. In den folgenden Jahren gehörte er zum Stammaufgebot des Teams, die Annexion Österreichs sowie der Zweite Weltkrieg zum Höhepunkt seiner Karriere bedeuteten aber einen schweren Einschnitt. Serienmeister Admira stürzte ab, er selbst blieb, wurde aber Stammspieler der reichsdeutschen Mannschaft, mit der er in allerdings sportlich wenig wertvollen Ländermatches mit besetzten und verbündeten Gebieten zu zahlreichen Torerfolgen kam. So erzielte er am 1. September 1940 beim 13:0 gegen Finnland sechs Treffer und erreichte damit – hinter den zehn Treffern, die Gottfried Fuchs bei den Olympischen Spielen 1912 gegen Russland erzielt hatte – die zweithöchste Torzahl eines Spielers in der Geschichte der deutschen Nationalmannschaft überhaupt. Willy Hahnemann zählte auch zu jenen österreichischen Spielern, die im reichsdeutschen Team an der Weltmeisterschaft 1938 teilnahmen, wobei er im Wiederholungsspiel gegen die Schweiz das 1:0 erzielte. Nach Kriegsende sah sich der Admiraner aufgrund seines Wohnorts im damals viergeteilten Wien zu einem Übertritt zum SC Wacker Wien gezwungen, wo er nahtlos an alte Erfolge anschließen konnte und 1947 das Double gewann. Als bester Torschütze des Vereins in der Meisterschaft und mit zwei Treffern im Cupfinale beim 4:3 gegen die Austria hatte er maßgeblichen Anteil an den einzigen beiden nationalen Wacker-Titeln.

### Karriereende, Trainertätigkeiten und Ausklang als Tennisspieler
Willy Hahnemann zählte auch wieder zu den Fixstarten im österreichischen Nationalteam und durfte zum Abschluss seiner internationalen Karriere das rot-weiß-rote Team bei den Olympischen Spielen 1948 als Kapitän aufs Feld führen. Der Stürmer ließ sich aber auch nicht durch die Feuerzeugaffaire 1949 aus der Ruhe bringen und blieb noch bis 1952 Stammspieler bei Wacker in der A-Liga, in der er insgesamt 221 Tore geschossen hatte. Der Stürmer nahm daraufhin den Trainerposten bei der Vienna an, mit der er in seinem ersten Trainerjahr 1953 den vierten Rang erreichte. Im Anschluss daran löste er 1953 Hans Krauß als Trainer der SpVgg Fürth in der deutschen Oberliga Süd ab, wo er insgesamt zwei Jahre blieb. Es lockte ihn schließlich der Grasshopper Club Zürich in die Schweiz. Willy Hahnemann blieb insgesamt drei Saisonen beim einstigen Rappan-Verein und gewann dabei 1956 das Double aus Meisterschaft und Schweizer Cup.
1958 wechselte er für ein Jahr in die Nationalliga B zum FC Biel-Bienne, wo der Aufstieg in die NLA nur knapp verpasst wurde. Willy Hahnemann wurde daraufhin aber von Wacker zurück nach Meidling gerufen, nachdem die Schwarz-Weißen immer stärker in Schwierigkeiten kamen. Letztlich musste der ehemalige Stürmer auf Grund eines Spielermangels sich selbst in einer A-Liga-Partie gegen die Vienna einwechseln und schoss als 45-Jähriger auch noch sein 230. Meisterschaftstor. 1961/62 nahm der Wiener noch einmal ein Engagement beim FC Biel-Bienne an, ehe er sich vom Profifußball zurückzog. Als Spielertrainer des Hütteldorfer ACs in der 3. Wiener Klasse wurde er aber sogar noch Torschützenkönig und letztlich noch für die Saison 1966/67 von Lausanne-Sports zurück in die NLA geholt, wo er unter Karl Rappen noch einmal das Cupfinale erreichte. Von 1968 bis 1970 trainierte Hahnemann den zweitklassigen Wiener AC und anschließend in der 1. Amateurliga Schwarzwald-Bodensee 1970/71 den FV Biberach, mit dem er Vizemeister wurde.
Willy Hahnemann blieb stets sportlich weiter aktiv, zählte unter den Senioren zu den besten Tennisspielern des Landes und verdiente sich entsprechend als Tennistrainer. Im 78. Lebensjahr brach Willy Hahnemann tot auf dem Tennisplatz zusammen. Er wurde am Kagraner Friedhof bestattet.
Im Jahr 1993 wurde in Wien-Floridsdorf (21. Bezirk) die Hahnemanngasse nach ihm benannt.

## Erfolge
- Zentropacup-Finalist 1951
- 1 × Mitropapokal-Finalist 1934
- 6 × Österreichischer Meister: 1932, 1934, 1936, 1937, 1939, 1947
- 1 × Schweizer Meister: 1956 (Trainer)
- 3 × Österreichischer Cupsieger: 1932, 1934, 1947
- 1 × Schweizer Cupsieger: 1956 (Trainer)
- 23 Spiele und 4 Tore für die österreichische Fußballnationalmannschaft von 1935 bis 1937 und 1946 bis 1948
- 23 Länderspiele und 16 Tore für die reichsdeutsche Fußballnationalmannschaft von 1938 bis 1941